# Herb gminy Rybczewice
Herb gminy Rybczewice – symbol gminy Rybczewice, ustanowiony 6 grudnia 1991.

## Wygląd i symbolika
Herb przedstawia na tarczy w polu błękitnym trzy złote ryby ułożone w kształt litery „R” (nawiązanie do nazwy gminy), a pod nimi srebrną linię falistą.